# Jurij Fenin
Jurij Anatolijowycz Fenin, ukr. Юрій Анатолійович Фенін (ur. 28 marca 1977) – ukraiński piłkarz, grający na pozycji napastnika.

## Kariera piłkarska

### Kariera klubowa
Wychowanek klubu Tawrija Symferopol, w którym 4 listopada 1992 rozpoczął karierę piłkarską w wieku 15 lat 7 miesięcy. W sezonie 1994/95 grał w trzecioligowym zespole Meliorator Kachowka, po czym powrócił do Tawrii. Latem 1996 wyjechał do Mołdawii, gdzie został piłkarzem Constructorulu Kiszyniów. Po pół roku przeniósł się do Victorii Cahul. Na początku 1998 roku wyjechał do Białoruś, gdzie bronił barw klubów Tarpeda-Kadina Mohylew i Wiedrycz Rzeczyca. Latem 2000 został piłkarzem estońskiego zespołu Levadia Maardu, który w 2002 zmienił nazwę na Levadia Tallinn. Na początku 2002 został wypożyczony na pół roku do Pärnu Vaprus. Po sezonie 2003 zakończył karierę piłkarską.
Po zakończeniu zawodowej kariery sportowej pozostał na stałe w Maardu, gdzie pracuje na stanowisku kierownika produkcji w zakładzie chemicznym, zachował obywatelstwo ukraińskie. W 2005 powrócił do gry. Jeden sezon występował w Pakri SK Paldiski, a potem przez 4 sezony bronił barw miejscowego Maardu Esteve. W sezonie 2009/10 grał w Maardu FC Starbunker. W 2010 występował w Tallinna Keskerakond, w 2001-2012 w FC M.C. Tallinn, a od 2013 w Kaitseliit Kalev.

## Sukcesy i odznaczenia

### Sukcesy klubowe
- mistrz Mołdawii: 1997
- mistrz Estonii: 2000
- wicemistrz Estonii: 2002
- brązowy medalista Mistrzostw Estonii: 2001, 2003
- zdobywca Pucharu Estonii: 2002
- zdobywca Pucharu Estonii: 2001

### Sukcesy indywidualne
- najmłodszy piłkarz Mistrzostw Ukrainy: 15 lat 7 miesięcy 7 dni